# 新十郎捕物帖・快刀乱麻
『新十郎捕物帖・快刀乱麻』（しんじゅうろうとりものちょう かいとうらんま）は、坂口安吾の『安吾捕物帖』を原作とした、明治時代舞台の時代劇推理テレビドラマ。朝日放送（ABC）の制作により、朝日放送などで1973年10月4日から1974年3月28日まで、毎週木曜21:00 - 21:55（JST）に放映された。全26回。
番組名は第9話まで『快刀乱麻』だったが、第10話から『新十郎捕物帖・快刀乱麻』に変更された。

## 概要
明治時代中期の東京を舞台に、名探偵・結城新十郎が、下町で発生した数々の事件を解決していく捕物帖。
物語の展開は、パターンがあった。まず、事件が発生する。そして、依頼者は探偵役に解決を依頼する。探偵役としては花廼家因果（当時の新聞に載った同番組の広告では「迷探偵」）、勝海舟（同・瞑探偵）、結城新十郎（同・名探偵）の順で登場し、それぞれ推理を披露する。必ず前二者の推理は外れ、新十郎の推理のみが当り、真犯人解明となる。新十郎が出馬する時には、必ずストップモーション（ナレーションの佐藤慶による説明シーン（後述）と同様、カメラを止めているのではなく、若林始め役者が自ら動きを止めている）となり、新十郎の生い立ちに関するナレーション（これも佐藤慶による）が入った。ナレーションの最後は毎回「その背中に大きな入れ墨があると噂する者もいるが、その真偽もまた定かではない」で終っていたが、最終回では「その真偽もまた……もうすぐわかる」となっていた。
番組の終盤は、ほぼ毎回、勝海舟が自分の推理が外れた原因は泉山虎之介の言動のせいだと虎之介を叱り付け、虎之介がひたすら謝るという場面で番組が終了していた。

## キャスト
- 結城新十郎（若林豪）
  - 主人公の名探偵、明晰な頭脳と推理力を持ち、難事件を解決していく。また、格闘技の心得もあるらしく、空手の師範が犯人だった時は、苦戦しながらも腕ずくで取り押さえた。ただし前歴は不明、背中に大きな入れ墨があると言われており、自由民権運動の闘士でもある。普段は、おそよの営む理髪店に居候しており、巡査の古田が来て事件解決の依頼をしても無関心を装うが、被害者や容疑者の関係者から必死の懇願を受け、心を動かされると重い腰を上げ、事件解決に乗り出す。最終回で背中の入れ墨を見せ、悪逆非道の限りを尽くしながら警察への賄賂で摘発を逃れていた悪党・大文字（神田隆）を刺殺し、その後海舟の手引きにより姿を消す。
- 荒牧英太郎（尾藤イサオ）
  - 新十郎の友人で自由民権運動の仲間。事件の捜査を巡って、警視庁の巡査である古田と対立することが多く、その時には古田を「官憲！」と罵倒する。最終回で新十郎とともに姿を消す。
- 小山田鉄馬（沖雅也）
  - 新十郎の友人で自由民権運動の仲間。剣の使い手。途中から登場しなくなった。
- 花廼家因果（植木等）
  - 元薩摩藩士で、西南戦争・田原坂の戦いの生き残り。推理小説家をしながら、探偵として活動するが、いつも推理が当たらず番組では「迷探偵」とされている。いい加減な性格だが、西郷隆盛を敬愛しており、西郷の名を利用して詐欺を働く人物に激しい怒りを見せたことがある。また、因果の推理小説通りの事件が起きた時は、そのため犯人の疑いをかけられたことがあった。
- 泉山虎之介（花紀京）
  - 元幕臣で、彰義隊の生き残り。勝海舟を親分と慕い、その家に出入りしている。事件が起こるごとに内容を海舟に報告し推理を求めるが、情報の不十分さから海舟の推理が当たらないことがほとんどである。
- 古田鹿蔵（河原崎長一郎）
  - 警視庁の巡査。自由民権運動に加わっている新十郎を苦々しく思っているが、その一方で、事件が起こると新十郎に解決を依頼しに来る。内心では新十郎に友情を感じている面もあり、最終回では殺人を犯した新十郎と英太郎を密かに逃がそうとした。
- おそよ（野川由美子）
  - 理髪店の女店主。別居中の夫がおり、やや年増だが美貌の持ち主。そのため虎之介や因果、そして海舟からも思いを寄せられるが、本人は密かに新十郎に思いを寄せている。
- 小糸（志摩みずえ）
  - 海舟の愛人。
- 勝海舟（池部良）
  - 登場人物では唯一の実在の人物。明治維新後は隠棲しているが、事件が発生すると「瞑探偵」として子分扱いしている泉山虎之介からの報告を受け、推理を披露する。しかし、いつも虎之介の情報の不十分さから推理が当たらず、そのたびに虎之介を叱責する。新十郎とは対立しながらも、シンパシーを感じている部分があり、最終回ではその心情を吐露し、新十郎を逃がす。

## スタッフ
- 原作：坂口安吾『安吾捕物帖』
- プロデューサー：山内久司[1]
- 脚本：佐々木守、林秀彦、宮川一郎、松田司[1] 他
- 音楽：都倉俊一[1]
- タイトル演出：横尾忠則[1]
- 擬斗：湯浅謙太郎[1]
- 演出：西村大介[1]、杉本宏、伊藤竜平  他
- ナレーション：佐藤慶 [注 2][1]
- 制作：朝日放送

## 主題歌
- 「少女ひとり」 
  - 作詞：佐々木勉、作曲：都倉俊一、歌：内田喜郎
  - 本曲（ドラマ使用時）はシングルレコードとして発売されておらず、後にアルバム「ふるさと」にアルバムバージョンとして収録されるが、2022年3月現在、未CD化である。
  - 楽曲自体は、ソニー・ミュージックダイレクトより発売のCD「ちょんまげ天国 in DEEP」（MHCL289～90）に収録されている。[注 3]

## 各話タイトル
- 第1話「売る符は狼大明神」斉龍寺忠雄、木内みどり、田畑猛雄
- 第2話「死と死と人は来ぬか雨」岸田森、北原将光、田島令子、三島ゆり子
- 第3話「恋文どこかへ書く恋慕」原田あけみ、菊容子、中尾彬、佐々木剛
- 第4話「舞踏会のあとは武闘会」石浜祐次郎、織本順吉、横光勝彦、長谷川待子、高津住男
- 第5話「花嫁喪服の血痕式」神田隆、小野恵子、戸浦六宏
- 第6話「血ん血ん千鳥が三羽死羽」高桐真、住吉正博、小橋玲子、小田まり
- 第7話「金の延べ棒さが屍体」松木徳三、藤岡重慶、平泉征、森みのる、水原英子
- 第8話「木枯らし拭く夜の魔血」波田久夫、村松克己、杉山光宏
- 第9話「尼りといえば尼りな尼寺」山下洵一郎、今出川西紀
- 第10話「さよならは別れの愛殺」
- 第11話「年の瀬は死走の風」
- 第12話「東京人と狂人と兇刃」阿井美千子、梅野泰靖、倉石功、永井秀和
- 第13話「今年最後の斬り斬り舞い」夏純子、芝本正、和田健一郎、柴田昭彦
- 第14話「色はにほへと愛飢男」森本レオ、津田京子、加藤嘉
- 第15話「雪やこんこん幸せ来ん来ん」紀比呂子、米倉斉加年
- 第16話「地獄の儀式に血獄を見た」西山嘉孝、阪口美奈子、田浦正巳、明石勤、斉積寺忠雄、宮前ゆかり
- 第17話「正気か将棋か王手飛車」小林千鶴子、遠山二郎、和田周
- 第18話「恋は直線、柔道は一直線」柴田昭彦、柴田未保子、伊藤孝雄
- 第19話「相撲に気づけば、事件も済もう」神原邦夫、松崎真
- 第20話「キリストの返事はいつまでもイエス」鹿沼エリ、南風洋子
- 第21話「鳥と鳥とをとりちがえ」永野達雄、朝比奈潔子、四条公彦、進千賀子、早瀬久美、太田博之、三浦威、沢村宗之助、吉田日出子、関根世津子
- 第22話「家庭教師でAB死」
- 第23話「唐獅子牡丹に血汐がボタン」
- 第24話「生かすか殺すか母無烈人」石橋正次
- 第25話「空手の約束は空手形」
- 第26話「西郷札は最後殺」神田隆、佐藤慶